# サムスン世界選手権
サムスン世界選手権は毎年10月に行われていた全米女子プロゴルフ協会公認の大会。

## 概要
1980年にザ・カントリークラブでシボレー世界選手権第1回大会が行われ、以降、スポンサーと何度も変え、1995年からスポンサーは韓国の電機メーカーサムスン電子であった。
大会はLPGA賞金ランキング20名しか出場できない。名実とともに女子ゴルフ世界一決定戦とも位置づけていた。

## 歴代優勝者
- 1980年：ベス・ダニエル（ アメリカ合衆国）
- 1981年：ベス・ダニエル（ アメリカ合衆国）
- 1982年：ジョアン・カーナー（ アメリカ合衆国）
- 1983年：ジョアン・カーナー（ アメリカ合衆国）
- 1984年：ナンシー・ロペス（ アメリカ合衆国）
- 1985年：エイミー・オルコット（ アメリカ合衆国）
- 1986年：パット・ブラッドリー（ アメリカ合衆国）
- 1987年：岡本綾子（ 日本）
- 1988年：ロージー・ジョーンズ（ アメリカ合衆国）
- 1989年：ベッツィ・キング（ アメリカ合衆国）
- 1990年：キャシー・ゲリング（ アメリカ合衆国）
- 1991年：メグ・マローン（ アメリカ合衆国）
- 1993年：ドッティ・モックリー（ アメリカ合衆国）
- 1994年：ベス・ダニエル（ アメリカ合衆国）
- 1995年：アニカ・ソレンスタム（ スウェーデン）
- 1996年：アニカ・ソレンスタム（ スウェーデン）
- 1997年：ジュリ・インクスター（ アメリカ合衆国）
- 1998年：ジュリ・インクスター（ アメリカ合衆国）
- 1999年：朴セリ（ 韓国）
- 2000年：ジュリ・インクスター（ アメリカ合衆国）
- 2001年：ドロシー・デラシン（ アメリカ合衆国）
- 2002年：アニカ・ソレンスタム（ スウェーデン）
- 2003年：アニカ・ソレンスタム（ スウェーデン）
- 2004年：アニカ・ソレンスタム（ スウェーデン）
- 2005年：アニカ・ソレンスタム（ スウェーデン）
- 2006年：ロレーナ・オチョア（ メキシコ）
- 2007年：ロレーナ・オチョア（ メキシコ）
- 2008年：ポーラ・クリーマー（ アメリカ合衆国）
- 2009年：崔羅蓮（ 韓国）